# Atto performativo
L'atto performativo fa parte della teoria degli atti linguistici elaborata da John Langshaw Austin.
Si tratta di un'asserzione che non descrive un certo stato delle cose, non espone un qualche fatto, bensì permette al parlante di compiere una vera e propria azione. Tramite un atto performativo si compie quello che si dice di fare e conseguentemente si produce immediatamente un fatto reale. «Il nome deriva, ovviamente, da perform [eseguire], il verbo usuale con il sostantivo 'azione'» (Austin).

## Esempi e tipologie
Esempi di atti performativi: 
«Battezzo questa nave Queen Elizabeth»; 
«Scommetto mezzo scellino che domani pioverà»; 
«Io prendo te come mia sposa».
Esistono diversi tipi di atti performativi:
1. Atti performativi che contengono verbi performativi. Secondo John Langshaw Austin i verbi performativi sono verbi che si permettono di agire, come per esempio "battezzare", "perdonare", "avvertire" o "vietare".
2.Atti performativi formati da semplici sostantivi, ad es.: "Grazie"
3.Atti performativi con predicati passivi, ad es.: "Vietato sporgersi"
4.Atti performativi in forma complessa, ad es.: "Le faccio i miei complimenti".
5.Atti performativi in contesti religiosi o di fantasia, ad es.:  “Alzati, prendi il tuo letto e vattene a casa tua”(Gesù al paralitico)
Un atto linguistico che in una lingua è performativo, può non esserlo in un'altra.

## Infelicità dei performativi
L'atto performativo non è né vero né falso, o meglio ad esso non si applica il criterio di verità. Tuttavia, secondo Austin, se chi compie un atto performativo non lo fa nel contesto adatto, non ha le condizioni per farlo oppure poi non si comporta in modo consequenziale (per esempio, una promessa non mantenuta o un falso giuramento), l'atto performativo è abusato, ma non cessa di essere atto performativo. Austin lo definisce infelice.
Tipi di infelicità:
- Abuso
- Colpo a vuoto

«Lascio in eredità la mia casa a mia moglie e ai miei tre figli». È un atto performativo. Tale enunciato è tuttavia infelice se non posseggo una casa, se non ho alcuna moglie o alcun figlio, se non ci sono testimoni o se non sono nell'ufficio di un notaio. 
Dopo aver rilevato che la distinzione fra constatativi e performativi è piuttosto labile (esistono performativi impliciti, oltre che espliciti), nella sua analisi Austin abbandona quella bipartizione. Approfondendo il discorso, passa a isolare tre principali registri
di analisi degli enunciati di un parlante in situazione e li denomina rispettivamente locuzione, illocuzione e perlocuzione.
Si contrappone all'atto performativo l'atto constatativo, o constativo, che si limita a constatare, ad affermare qualcosa, descrivendo un fatto. I verbi contenuti negli atti constativi sono detti verbi constativi, come "mangiare", "capire". I verbi constativi possono descrivere per esempio azioni mentali, esperienze involontarie, azioni materiali constative, azioni passate, azioni svolte da altri.